# Теорема Борсука — Уляма
Теорема Бо́рсука — У́ляма стверджує, що кожна неперервна функція із n-сфери в евклідів n-простір відображає деяку пару діаметрально протилежних точок в ту саму точку. Дві точки на сфері називаються діаметрально протилежними, якщо вони знаходяться в прямо протилежних напрямках від центру сфери. Теорема була вперше сформульована Станіславом Улямом, а в 1933 році вона була доведена Каролем Борсуком.

### Теорема
Якщо задана неперервна функція {\displaystyle f:S^{n}\to \mathbb {R} ^{n}}, де {\displaystyle S^{n}} — сфера в {\displaystyle (n+1)}-мірному лінійному просторі, то існують такі дві діаметрально протилежні точки {\displaystyle a,b\in S}, що {\displaystyle f(a)=f(b)}.

### Приклади та інтерпретація
З теореми для випадку n = 2 зокрема випливає, що у будь-який момент часу на поверхні Землі завжди можна знайти дві діаметрально протилежні точки з однаковими температурою повітря і атмосферним тиском. При цьому припускається, що температура і атмосферний тиск є неперервними функціями точки земної поверхні. Для випадку ж, коли n = 1, з теореми випливає, що на земному екваторі завжди існує пара діаметрально протилежних точок із тією самою температурою повітря, що можна значно легше проілюструвати, використовуючи Теорему Больцано-Коші.

## Наслідки
- З теореми Борсука — Уляма випливає теорема Брауера про нерухому точку.
- Жодна підмножина {\displaystyle \mathbb {R} ^{n}} не є гомеоморфною до {\displaystyle S^{n}}.
- Теорема Люстерника — Шнірельмана: Якщо {\displaystyle S^{n}} покривається n + 1 відкритою множиною, тоді одна з цих пар містить (x, −x) — діаметрально протилежні точки. (дане твердження є еквівалентним до теореми Борсука — Уляма)
- Для довільних компактних множин {\displaystyle A_{1},\ldots ,A_{n}} в {\displaystyle \mathbb {R} ^{n}} існує гіперплощина, що ділить кожну з них на дві підмножини однакової міри.

## Відеоілюстрація
- Borsuk–Ulam Theorem — Explained by a Youtube Nerd (англ.)
- Лема Борсука і Теорема Борсука — Улама (англ.)